# Manasterz (Jarosław)
Pour les articles homonymes, voir Manasterz.
Manasterz est une localité polonaise de la gmina de Wiązownica, située dans le powiat de Jarosław en voïvodie des Basses-Carpates.